# María Luisa Pérez Herrero
María Luisa Pérez Herrero (Madrid, 12 de abril de 1898-Madrid, 26 de mayo de 1934) fue una pintora española especializada en el género del paisaje, cuya carrera artística fue truncada por su fallecimiento temprano.

## Trayectoria
Pérez estudió en la Real Academia de Bellas Artes de San Fernando de Madrid y fue discípula de Antonio Muñoz Degrain.  En 1919, estuvo pensionada en la Escuela de Pintores del Paular, habilitada en verano en dicho monasterio de la sierra madrileña. Al año siguiente, expuso en el Primer Salón de Otoño de Artistas Independientes de Madrid, celebrado en el Palacio de Exposiciones del Parque del Retiro de Madrid. Por entonces su concepto de paisaje tuvo que reducirse a la contemplación y estudio de las obras de artistas españoles. 
En 1921 comenzó trabajar como ayudante de profesora de dibujo de la Escuela Central Normal de maestras de Madrid y, al año siguiente, una vez obtenido su título de profesor de dibujo de la sección de Pintura de la Escuela especial de Pintura, Escultura y Grabado, solicitó la ayuda para ampliación de estudios en el extranjero. A raíz de la exposición de sus obras y de la relación de méritos presentados, en 1923 la Junta de Ampliación de Estudios propuso a la artista el disfrute de una pensión durante un año en Francia que finalmente se amplió hasta mayo de 1925. Tras un banquete en su honor, el 27 de abril de ese mismo año, se fue a vivir a París. Al año siguiente se le concedió una prórroga otorgada por el Ministerio Nacional de Bellas Artes, que además de Francia se hacía extensiva a Bélgica, Bretaña e Italia. Parte de su obra, compuesta de paisajes de París y Brujas, fue expuesta tanto a su vuelta a Madrid, como en la VI edición del Salón de Otoño de la ciudad homónima en 1925. En 1927, se le ofreció una plaza como profesora de Arte del Instituto Escuela pero ella la rechazó, al haber recibido una pensión de la JAE de 3 meses en Italia. Durante ese tiempo estudió la pintura de los maestros italianos del siglo XV y XVIII, y visitó las ciudades de Venecia, Florencia, Roma y Nápoles, llegando a solicitar una ampliación de estudios que no le sería concedida.
Paisajes de Brujas, Ámsterdam, Versalles, Saint-Cloud o los jardines de Luxemburgo fueron algunos de los rincones representados en las 21 obras expuestas en 1927 en el salón del Lyceum en Madrid, o en el Salón de Amigos de Arte de 1928. En 1929, tras una estancia de tres semanas en la capital charra, realizó 12 obras de temática salmantina, entre los que podemos encontrar "La antigua calle del Arcediano en Salamanca". Ese año participa en la Exposición Internacional de Barcelona, que se celebra en el Palacio de Congresos. Allí coincide con otras artistas como: Teresa Condeminas, María Corredoira, Maria Muntadas Pujol, Antònia Ferreras Bertran, Mercedes Padró y Grané, Marisa Roesset Velasco, Elena Verdes Montenegro o Eva Aggerholm, entre otras.

### Los Paisajistas del Paular

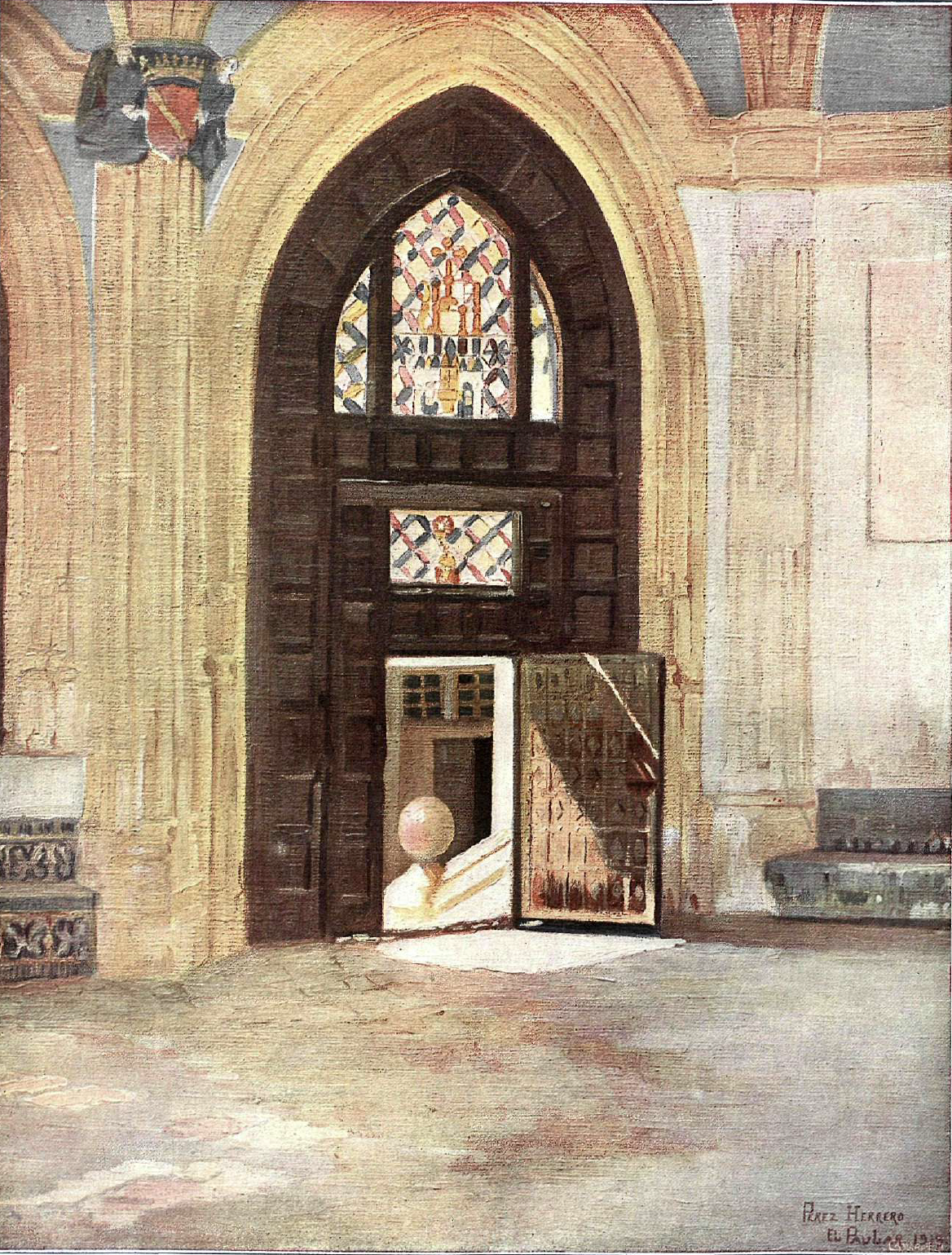
Un rincón de la iglesia. La Cartuja del Paular

En 1920, por segundo año consecutivo, la Escuela de Pintores del Paular convocó sus becas de paisaje y Pérez Herrero concursó para la obtención de la misma. La pintora fue seleccionada junto con otros pintores, entre los que destacaban: Pérez Rubio, José Frau y Prieto y Joaquín Valverde que disfrutaron de su estancia durante el verano. La residencia se clausuraba con una exposición en la Sociedad Amigos del Arte donde la pintora obtiene el primer premio destacándose sobre sus compañeros, con su obra “Un rincón de la iglesia”.

## Obra
La producción artística de María Luisa se centra en la ejecución de paisaje. En sus primeras exposiciones llevadas a cabo cuando aún se encontraba estudiando en la Escuela Especial de Pintura, Escultura y Grabado, ya despertó el interés de la crítica, cuya obra nos los dejaba indiferente. De este modo encontramos las palabras que le dedica Juan de la Encina que se encarga de cubrir la exposición de 1919, en el Salón del Círculo de Bellas Artes. En la misma la destaca como una de las figuras más interesantes de la exposición junto con el paisajista Pedro Serra Farnés, José Frau y Gregorio Prieto. Descubre entre sus pinceladas una clara influencia en sus paisajes de Rusiñol en la temática, el estilo y la composición. Y destaca el brío y firmeza de la ejecución que según afirmaban los críticos de la época: "Parecen haber salido de la mano de un varón". Su obra inicial se destacó por una pincelada densa y empastada. En la exposición llevada a cabo en 1921 Ramón José Izquierdo la revela como una artista indiscutible de primera línea, con gran maestría en la interpretación del natural.

## Reconocimientos

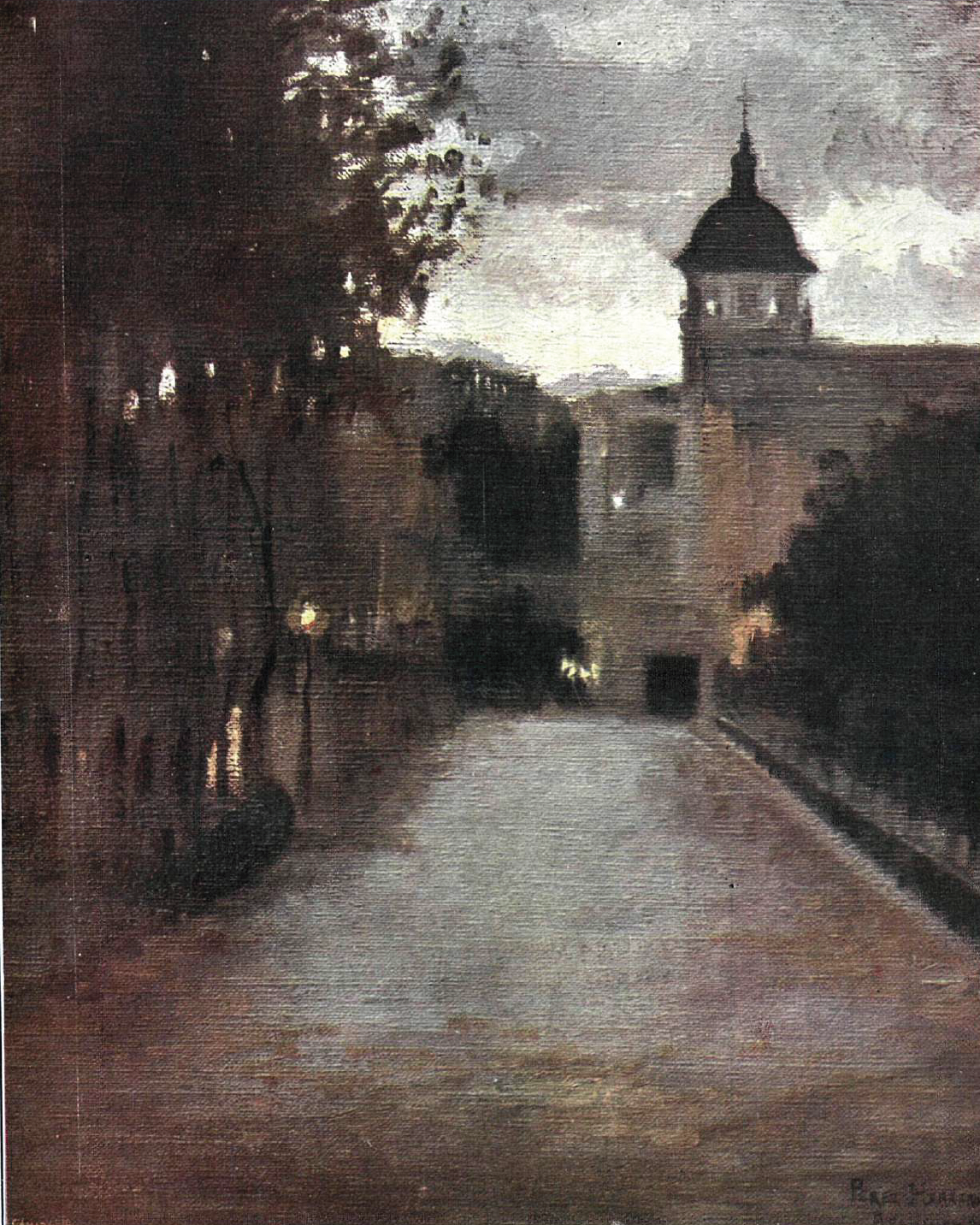
Amanecer en Aranjuez

Durante los años que cursó sus estudios en la Escuela de Pintura, Escultura y Grabado, su trabajo fue destacado con el Premio Extraordinario de Pintura en la especialidad de paisaje y la Medalla de la Escuela. En 1920 obtuvo la pensión del Paular y fue reconocida con el Primer Premio de la "Sociedad de Amigos de Arte", en la exposición de clausura de la residencia paisajística por su obra Frondas estivales. La revista La Esfera, en un artículo sobre Los Paisajistas del Paular, publicó una fotografía a color de su cuadro titulado “La Cartuja del Paular” a toda página en su número 320. Otros críticos, como Ballesteros de Martos y Silvio Lago, destacaron sus obras “Jardines de Aranjuez” y "Hora romántica" respectivamente, presentadas al Primer Salón de Otoño, en sus artículos publicados sobre el Arte en España en la revista Cosmópolis en diciembre de 1920 y en “La vida artística: El Salón de Otoño” de la revista "La Esfera". Al año siguiente, esta última, vuelve a destacar la obra de Pérez con la publicación del cuadro Amanecer en Aranjuez. De las más de 100 publicaciones de obras de arte que realiza ese año la revista, la única artista mujer es María Luisa.En 1921 aprueba la plaza de ayudante de Dibujo en la Escuela Central Normal de maestras de Madrid y, al año siguiente, obtuvo la Tercera Medalla en la Exposición Nacional de Bellas Artes y su obra Frondas estivales, (Aranjuez), es adquirida por el Estado. Al año siguiente expuso una serie de paisajes de Aranjuez y Miraflores en el Círculo de Bellas Artes de Madrid. A la misma asiste el rey que adquirió varias obras. Más tarde, fruto de los trabajos realizados durante su pensión será premiada en la Exposición de Cádiz de 1926.
En la Exposición Nacional de Bellas Artes de 1934, por orden de 25 de julio se adquirió a propuesta del jurado, por un valor de 3000 pesetas, su obra "Udiain", en reconocimiento de sus méritos y homenaje a su memoria. Su muerte, resultado de una rápida enfermedad se había producido tan solo unas horas antes de la apertura del certamen.
Vivió en el número 10 de la calle Ataulfo en Madrid, existiendo actualmente una calle con su nombre en el madrileño distrito de Chamartín.

## Exposiciones
1919_ Exposición colectiva en el Círculo de Bellas Artes.
1919_ Exposición colectiva en Santander.
1920_ Primer Salón de Otoño
1921_ Exposición de artistas madrileños.
1922_ Exposición Nacional de Bellas Artes.
1923_ Exposición individual en el Círculo de Bellas Artes.
1924_ Exposición Nacional de Bellas Artes.
1925_ Exposición en el Círculo de Bellas Artes, donde muestra sus trabajos realizados en Francia, Alemania y Bretaña.
1925_ Exposición en el VI Salón de Otoño.
1926_ Exposición en Cádiz.
1926_ Exposición Nacional de Bellas Artes.
1928_ Exposición individual en el Lyceum Club de Madrid.
1928_ Exposición individual Sociedad Española de amigos del arte, en el Palacio de la Biblioteca Nacional.
1929_ Exposición Nacional de Bellas Artes.
1929_ Exposición colectiva de Agrupación de paisajistas socios del Círculo de BBAA.
1929_ Exposición femenina del Heraldo.
1929_ Exposición Internacional de Barcelona..
1930_ Exposición en el X Salón de Otoño.
1930_ Exposición Centenario del Libertador. Venezuela.
1932_ Exposición Nacional de Bellas Artes.
1934_ Exposición Nacional de Bellas Artes.
1934_ Exposición póstuma, retrospectiva en el Círculo de Bellas Artes.